# 愛情萬歲 (香港電影)
《愛情萬歲》是一部於2008年4月17日上映的香港愛情電影，由導演崔允信執導。該片曾經參展第三十二屆香港國際電影節，並且安排在「香港電影面面觀2007-2008」單元中放映。本劇由香港2007年4個樂壇新人王陳柏宇、洪卓立、周柏豪和鍾舒漫主演。
《愛情萬歲》劇情以香港中環為背景，用三段分支描述三種不同的愛情風貌。影評家翁子光認為，該片企圖探索香港人在都市愛情的疑問與徬徨，卻只提問而無解答。

## 主要演員
| 演員   | 角色   | 關係/暱稱                                                   |
| 陳柏宇 | 阿生   | 戀戀SoHo職員 阿晴男友 阿星、楊溢德好友                      |
| 洪卓立 | 阿星   | 外賣仔 暗戀阿如，後男友 阿生好友                            |
| 周柏豪 | 楊溢德 | Joe 見習醫生 Kelly男友 阿生好友 Maggie前男友                |
| 鍾舒漫 | 黃日晴 | 戀戀SoHo職員 阿生女友 許少雄前女友 阿如好友                 |
| 鄭希怡 | 阿如   | 畫廊老闆 方志豪女友，後分手 阿星暗戀對象，後女友 黃日晴好友 |
| 唐素琪 | Kelly  | Maggie表妹 Joe女友                                          |
| 鄧健泓 | 方志豪 | 股票經紀 阿如男友，後分手                                   |
| 張繼聰 | 許少雄 | Martin 黃日晴前男友                                         |
| 方皓玟 | Maggie | Kelly表姐 楊溢德前女友                                      |

## 歌曲
- 〈傻小子〉 - 周柏豪=主題曲
- 〈萬中無一〉 - 陳柏宇=插曲
- 〈愛．無膽〉 - 洪卓立=插曲